# Kirsten Vangsness
Kirsten Simone Vangsness (Pasadena, 7 luglio 1972) è un'attrice statunitense.

## Biografia
Si è diplomata alla Cerritos High School presso Cerritos, in California, nel giugno del 1990, e poi ha frequentato il Cypress College di Cypress, in California. Successivamente si è laureata presso la California State University di Fullerton nel 1996. È nota per aver recitato nella serie televisiva Criminal Minds nel ruolo dell'esperta informatica Penelope Garcia.
I suoi lavori teatrali le hanno fatto vincere diversi premi, tra cui il "15 Minutes of Fem Best Actress Award", il "Los Angeles Drama Critics Award" come miglior attrice comica emergente e il "Golden Betty Award". È anche una scrittrice e i suoi lavori vengono pubblicati sul Los Angeles Times Magazine.
È stata ufficialmente fidanzata con la collega Melanie Goldstein; la coppia aveva deciso di sposarsi in Texas nell'estate del 2009, dopo quasi tre anni di fidanzamento, ma il matrimonio non è mai avvenuto e le due donne si sono lasciate. Nell'aprile 2015 Kirsten ha rivelato di aver incominciato a frequentare un uomo, l'attore e scrittore Keith Hanson, con il quale si è fidanzata ufficialmente nel novembre dello stesso anno.

## Filmografia parziale
- Phil dal futuro (Phil of the Future) – serie TV, episodio 1x16 (2004)
- LAX – serie TV, episodi 1x01-1x08-1x10 (2004)
- Criminal Minds – serie TV (2005-in corso)
- Pretty the Series – serie TV, 14 episodi (2010-2012)
- Criminal Minds: Suspect Behavior – serie TV, 13 episodi (2011)
- Good Job, Thanks! – serie TV, episodi 1x06-2x01 (2011-2013)
- Shelf Life – serie TV, 6 episodi (2013)
- Criminal Minds: Beyond Borders – serie TV, episodi 1x03-2x01 (2016)
- I Maghi di Waverly - Ritorno a Waverly Place (Wizards Beyond Waverly Place) – serie TV, 4 episodi (2024-2025)

## Doppiatrici italiane
- Francesca Guadagno in Criminal Minds, Criminal Minds: Suspect Behavior, Criminal Minds: Beyond Borders